# 테마극장
《테마극장》은 대한민국 MBC TV에 1994년 10월 22일부터 1995년 4월 15일까지 방송됐던 코미디 드라마이다. 당시 높은 시청률을 위해 1995년 4월 22일에 《테마게임》으로 바뀌었다.

## 에피소드 목록

### 1994년
| 회차 | 방송 일자  | 오늘의 테마 | 부제                       | 출연 |
| ---- | ---------- | ----------- | -------------------------- | --- |
| 1회  | 1994.10.22 | 이별        | 하나                       | 서승만, 엄정화, 조형기, 김형일, 배일집, 김완섭, 표영호                                                                     |
| 1회  | 1994.10.22 | 이별        | 둘                         | 이휘재, 박용하, 정준하, 인병국                                                                                             |
| 2회  | 1994.10.29 | 꿈          | 하나                       | 강석현, 조민수, 김형일, 서승만, 표영호                                                                                     |
| 2회  | 1994.10.29 | 꿈          | 둘                         | 이훈, 김지남, 최고봉, 김완섭, 윤태정                                                                                       |
| 2회  | 1994.10.29 | 꿈          | 셋                         | 정준하, 유태웅 |
| 3회  | 1994.11.5  | 아버지      | 하나                       | 이계인, 배일집, 배연정, 최윤정, 조훈성, 임종국, 김광희, 인병국                                                             |
| 3회  | 1994.11.5  | 아버지      | 둘                         | 이대로, 김보성, 이주나, 사미자, 남철, 남성남, 한무, 황기순, 이철구, 김성은, 배태선                                         |
| 3회  | 1994.11.5  | 아버지      | 셋                         | 조형기, 오대규, 김형일, 서승만, 신희주, 이문수, 오승환                                                                     |
| 4회  | 1994.11.12 | 여행        | 하나                       | 이경규, 김소이, 한무 |
| 4회  | 1994.11.12 | 여행        | 둘                         | 서승만, 강문영, 조형기, 배일집, 배영만, 김완섭, 최윤정, 오승환, 장경란, 이은혜                                             |
| 4회  | 1994.11.12 | 여행        | 셋                         | 이지형, 이경심, 남성남, 김영하                                                                                             |
| 5회  | 1994.11.19 | 첫사랑      | 하나 - 개인 교수           | 서승만, 양정아, 조동희, 김형일, 배연정, 조형기, 오승환, 장경란, 이은혜, 서춘화, 신경숙                                     |
| 5회  | 1994.11.19 | 첫사랑      | 둘 - 안경 밖의 여자        | 이희도, 이경실, 이대성, 배일집, 표영호, 김소정, 정준하, 최영희                                                             |
| 5회  | 1994.11.19 | 첫사랑      | 셋 - 짝                    | 이경애, 김준범, 장용, 이철구, 이문수, 김형진, 정귀영, 최왕순, 조훈성, 김광희, 배태선, 김소정, 김소연, 정준하, 김준         |
| 6회  | 1994.11.26 | 전화        | 하나 - 핸드폰              | 김형일, 엄정화, 조형기, 이재포, 서승만, 전정희, 최윤정, 이은혜, 장세래                                                     |
| 6회  | 1994.11.26 | 전화        | 둘 - 파리와 테러범         | 구봉서, 배일집, 한무, 김영하, 조동희, 조정현, 정한헌, 김영배, 이철구, 김광희, 정상환, 김소연, 김덕팔, 정준하, 김준, 박성준 |
| 6회  | 1994.11.26 | 전화        | 셋 - 어둠속에 벨이 울릴 때 | 강남길, 최수지, 여정진, 박하늬                                                                                             |
| 7회  | 1994.12.3  | 인연        | 하나 - 비밀                | 배일집, 박세준, 장서희, 이재포, 서승만, 전정희, 조훈성, 최윤정                                                             |
| 7회  | 1994.12.3  | 인연        | 둘 - 편지                  | 김정균, 박상아, 최고봉, 남성남, 한무, 장용, 이문수, 임종국, 김수진, 서춘화, 배태선                                         |
| 7회  | 1994.12.3  | 인연        | 셋 - 두번째 미션           | 맹상훈, 박현숙, 배연정, 김성은, 표영호, 정준하, 인병국                                                                     |
| 8회  | 1994.12.10 | 오해        | 하나 - 우정의 승부         | 이지영, 김현아, 조훈성, 배일집, 김형일, 서승만, 최윤정                                                                     |
| 8회  | 1994.12.10 | 오해        | 둘 - 오해의 끝             | 정우성, 김지호, 한무, 장기철, 김광희, 서춘화, 이매리, 김지은                                                               |
| 8회  | 1994.12.10 | 오해        | 셋 - 소설가의 투신         | 이용식, 노현희, 김완섭, 장항선, 이은철, 이문수, 정준하                                                                     |
| 9회  | 1994.12.17 | 여자        | 하나 - 남자는 괴로워       | 최수종, 남성남, 배연정, 김지호, 정준하, 김지은, 이현경                                                                     |
| 9회  | 1994.12.17 | 여자        | 둘 - 어떤 증오             | 서승만, 지수원, 배일집, 김형일, 이재포, 임종국, 전정희, 유진희, 이유리                                                     |
| 9회  | 1994.12.17 | 여자        | 셋 - 남자의 여자           | 이청, 임경옥, 이대성, 김애경, 전정희, 최고봉, 최윤정, 김성은, 최인철                                                       |
| 10회 | 1994.12.24 | 크리스마스  | 하나 - 소매치기            | 서승만, 엄정화, 조형기, 배일집, 김형일, 이재포, 임종국                                                                     |
| 10회 | 1994.12.24 | 크리스마스  | 둘 - 귀향                  | 이계인, 인병국, 김을동, 한무, 박윤배, 최윤정, 김형진, 김성은, 박명석, 강혜미                                               |
| 10회 | 1994.12.24 | 크리스마스  | 셋 - 빨간 장갑             | 심양홍, 박하늬, 윤예희, 정준하, 김찬희, 신혜리, 권지용, 장세웅                                                             |

### 1995년
| 회차 | 방송 일자 | 오늘의 테마 | 부제                                         | 출연 |
| ---- | --------- | ----------- | -------------------------------------------- | --- |
| 11회 | 1995.1.7  | 추억        | 하나 - 허니문                                | 양동재, 이시은, 서승만, 표영호, 김형일, 김완섭                                                                                     |
| 11회 | 1995.1.7  | 추억        | 둘 - 자동차                                  | 정우성, 최영희, 조동희, 김종하, 김완섭, 박용하, 오지연                                                                             |
| 11회 | 1995.1.7  | 추억        | 셋 - 추억을 삽니다                           | 강태기, 김길호, 강민경, 김경숙, 남성납, 조동희, 전정희, 김경태, 이철구, 최인철, 정준하, 김준                                       |
| 12회 | 1995.1.14 | 아내        | 하나 - 전쟁과 사랑                           | 배일집, 이상숙, 김형일, 서승만, 오승환, 윤미정, 조나단 제프리                                                                      |
| 12회 | 1995.1.14 | 아내        | 둘 - 사랑과 영혼                             | 주용만, 신윤정, 최고봉, 최윤정, 이현경                                                                                             |
| 12회 | 1995.1.14 | 아내        | 셋 - 순간의 선택                             | 안재욱, 김수현, 장세래, 류윤희, 구봉서, 남성남, 한무, 이병희, 양봉남, 김영하, 전정희, 이문수, 전은우, 표명선, 임은실, 김준범, 김준 |
| 13회 | 1995.1.21 | 시          | 하나 - 바람 부는 날이면 압구정동에 가야 한다 | 이훈, 홍진경, 정준하, 국정환, 조동희, 최고봉, 전정희, 김성은, 장세래, 김지은, 이보라, 장세웅(아역), 이예나(아역), 윤석화(우정출연) |
| 13회 | 1995.1.21 | 시          | 둘 - 삶이 그대를 속일지라도                  | 홍일권, 남성남, 한무, 이병희, 김영하, 여정건, 김정렬, 장용, 최윤정, 조현정, 정귀영, 전무송(우정출연)                               |
| 13회 | 1995.1.21 | 시          | 셋 - 첼로                                    | 심양홍, 윤미정, 이지형, 배일집, 서승만, 표영호, 이주영                                                                             |
| 14회 | 1995.24   | 친구        | 하나 - 엑스트라                              | 정준하, 유태웅, 김하림, 박경순, 임대호, 김성은, 최고봉, 양재경, 고승우                                                             |
| 14회 | 1995.24   | 친구        | 둘 - 순결 서약                               | 홍진경, 이주희, 송원석, 국정환, 최윤정, 전정희, 이정인, 이보라, 신현배, 김진도                                                     |
| 14회 | 1995.24   | 친구        | 셋 - 하늘 땅                                 | 이진우, 김기호, 이시은, 김종하, 장기철, 최인철                                                                                     |
| 15회 | 1995.2.11 | 비밀        | 하나 - 설렁탕의 비밀                         | 이경실, 이은철, 정준하, 국정환, 남성남, 최고봉, 정진수, 김성은, 임은실                                                             |
| 15회 | 1995.2.11 | 비밀        | 둘 - 순수의 시대                             | 이의정, 박인선, 서춘화, 윤순홍, 윤예희, 김영하, 이경남                                                                             |
| 15회 | 1995.2.11 | 비밀        | 셋 - 부부                                    | 주용만, 김서라, 배일집, 서승만, 김완섭, 이문수, 최윤정, 조현정, 김소연, 이주영                                                     |
| 16회 | 1995.2.18 | 만남        | 하나 - 멍청이의 사랑                         | 차광수, 조현숙, 배일집, 정진수, 정준하, 서춘화, 이은혜                                                                             |
| 16회 | 1995.2.18 | 만남        | 둘 - 돌고 돌고 돌고                          | 김애경, 임대호, 이현경, 김지영, 남성남, 한무, 이홍렬, 이병희, 조동희, 전정희, 최고봉, 최인철, 박명수, 이보라                       |
| 16회 | 1995.2.18 | 만남        | 셋 - 민지의 만남                             | 조형기, 서승만, 표영호, 윤아, 최형선, 김완섭, 최윤정                                                                               |
| 17회 | 1995.2.25 | 욕망        | 하나 - 딱 한번만                             | 이청, 정준하, 김경숙, 최미량, 전선영, 남성남, 여정건, 전정희, 이철구, 정진수, 노정임, 이희우, 곽하자                               |
| 17회 | 1995.2.25 | 욕망        | 둘 - 다이어트                                | 김승욱, 전미선, 황기순, 노유정, 김영옥, 김종하, 최윤정, 김성은, 장세래, 김소연                                                     |
| 17회 | 1995.2.25 | 욕망        | 셋 - 소매치기의 욕망                         | 서승만, 김형일, 임종국, 김소정, 이은실, 이문수, 조현정                                                                             |
| 18회 | 1995.3.4  | 봄          | 하나 - 봄, 봄, 봄                            | 정명환, 유지원, 정진, 김을동, 이철구, 임대로                                                                                       |
| 18회 | 1995.3.4  | 봄          | 둘 - 부케                                    | 장서희, 정준하, 여정건, 이문수, 최윤정, 조현정, 최왕수, 정진수, 서춘화, 노정임, 김수현                                             |
| 18회 | 1995.3.4  | 봄          | 셋 - 어촌의 봄                               | 배일집, 이재표, 서승만, 김완섭, 임종국, 유진희, 윤아                                                                               |
| 19회 | 1995.3.11 | 행운        | 하나 - 행운의 목걸이                         | 오세준, 김미소, 여정건, 최윤정, 김성은, 표은정, 김종하, 정진수, 정준하, 장세래                                                     |
| 19회 | 1995.3.11 | 행운        | 둘 - 신의 뜻?                                | 이지형, 송나영, 최영재, 임종국, 한무, 조동희, 김형진, 김광희, 김소정, 서춘화                                                       |
| 19회 | 1995.3.11 | 행운        | 셋 - 두번째 행운                             | 홍기훈, 조민희, 배일집, 이병희, 이문수, 서승만, 임종국, 오승환, 조현정, 나경훈                                                     |
| 20회 | 1995.3.18 | 배신        | 하나 - 오빠, 사랑해                          | 유태웅, 이오비, 이현경, 표은정, 김영옥, 정준하, 정진수, 표명선, 김학도, 장세래                                                     |
| 20회 | 1995.3.18 | 배신        | 둘 - 종이 한 장 차이                         | 김성겸, 서학, 이은철, 임대호, 조민기, 한무, 조동희, 이기철, 이문수, 김종하                                                         |
| 20회 | 1995.3.18 | 배신        | 셋 - 배신자                                  | 김태균, 김혜리, 이수나, 조형기, 조현경, 최왕순, 임종국, 정성한, 김소연, 이지수                                                     |
| 21회 | 1995.3.25 | 선물        | 하나 - 할머니의 선물                         | 송경희, 강신범, 김지영, 김애경, 서권순, 여정건, 전정희, 정진수, 최왕순, 김종하, 천선미, 김철민                                     |
| 21회 | 1995.3.25 | 선물        | 둘 - 스무번째 생일                           | 이주나, 이정규, 홍경인, 이철구, 김형진, 김관희, 김소정, 서춘화, 배태선, 이은혜, 장세래                                             |
| 21회 | 1995.3.25 | 선물        | 셋 - 면도기와 립스틱                         | 조형기, 김서라, 배일집, 최윤정, 정찬우, 유진희                                                                                     |
| 22회 | 1995.4.1  | 거짓말      | 하나 - 패션쇼                                | 조형기, 배일집, 신은정, 이문수, 김종하, 최윤정, 전영주                                                                             |
| 22회 | 1995.4.1  | 거짓말      | 둘 - 행복                                    | 임대호, 박충선, 박상조, 김수현, 남성남, 이기철, 조동희, 정부미, 김영하, 배연정, 전정희, 조현정, 김소정, 정준하                     |
| 22회 | 1995.4.1  | 거짓말      | 셋 - 거짓말 게임                             | 최종환, 이재훈, 표영호, 유연수, 조현숙, 여정건, 정진수, 표명선                                                                     |
| 23회 | 1995.4.8  | 선택        | 하나 - 마지막 선택                           | 서승만, 김소정, 전정희, 정동건, 임은실, 김형진, 이유신, 이철구, 표명선, 조현정, 배인혜, 여정진, 정진수, 표영호, 김철민             |
| 23회 | 1995.4.8  | 선택        | 둘 - 선택 그후                               | 정준하, 김진웅, 홍순창, 김수현, 한무, 최윤정, 신경숙, 서춘화                                                                       |
| 23회 | 1995.4.8  | 선택        | 셋 - 양자택일                                | 홍기훈, 유진희, 송경희, 배일집, 이문수, 최왕순, 임종국, 조훈성                                                                     |
| 24회 | 1995.4.15 | 위선        | 하나 - 나는 시인                             | 김종하, 배태선, 유진희, 배일집, 이재포, 서승만, 임종국, 조현정, 서춘화                                                             |
| 24회 | 1995.4.15 | 위선        | 둘 - 세 여자                                 | 곽진영, 곽근아, 서춘화, 김애경, 배연정, 여전건, 최고봉, 최왕순, 조현정, 정진수, 신경숙                                             |
| 24회 | 1995.4.15 | 위선        | 셋 - 고수와 오렌지족                         | 조훈성, 원지선, 김완섭, 최선희 |

## 편성 변경
- 1994년 12월 31일: 1994 《한국가요제전》 편성으로 결방.

## 같이 보기
- 코미디 드라마
- 옴니버스

| MBC 토요일 밤 9시 40분 프로그램 | MBC 토요일 밤 9시 40분 프로그램   | MBC 토요일 밤 9시 40분 프로그램  |
| 이전 작품                       | 작품명                            | 다음 작품                        |
| ------------------------------- | --------------------------------- | -------------------------------- |
| MBC 주말의 명화                 | 테마극장 (1994.10.22 ~ 1995.4.15) | 테마게임 (1995.4.22 ~ 1995.10.7) |